# Maxim Pokidov
Maxim Pokidov, né le 11 juillet 1989 à Lipetsk, est un coureur cycliste russe.

## Palmarès sur route
- 2010
  - 2e de l'Udmurt Republic Stage Race
- 2011
  - 2e du championnat de Russie du critérium
  - 3e du championnat de Russie du contre-la-montre espoirs
- 2012
  - 3e étape du Circuit des Ardennes international (contre-la-montre par équipes)
  - 1re (contre-la-montre) et 12e étapes du Friendship People North-Caucasus Stage Race
- 2013
  -  Champion de Russie du critérium
  - 2e étape des Cinq anneaux de Moscou
  - 1re étape du Tour Alsace
  - 1re étape de la Samara Stage Race (avec Maksim Razumov)
  - 1re étape du Friendship People North-Caucasus Stage Race (contre-la-montre)
  - 2e de la Mayor Cup
  - 3e du Grand Prix de Donetsk
- 2015
  -  Champion de Russie sur route par équipes (avec Anton Samokhvalov, Kirill Yegorov et Dimitry Samokhvalov)
  - 1re étape du Grand Prix de Sotchi (contre-la-montre par équipes)
  - Prologue du Tour de Kuban
  - 1re étape du Grand Prix d'Adyguée (contre-la-montre par équipes)
  - 3e du Grand Prix d'Adyguée

## Classements mondiaux
| Année           | 2012   | 2013 | 2014 |
| --------------- | ------ | ---- | ---- |
| UCI Europe Tour | 1 141e | 127e | 247e |

## Palmarès sur piste

### Championnats d'Europe
- Athènes 2007
  -  Champion d'Europe de la course aux points juniors